# Pieris kwiecisty

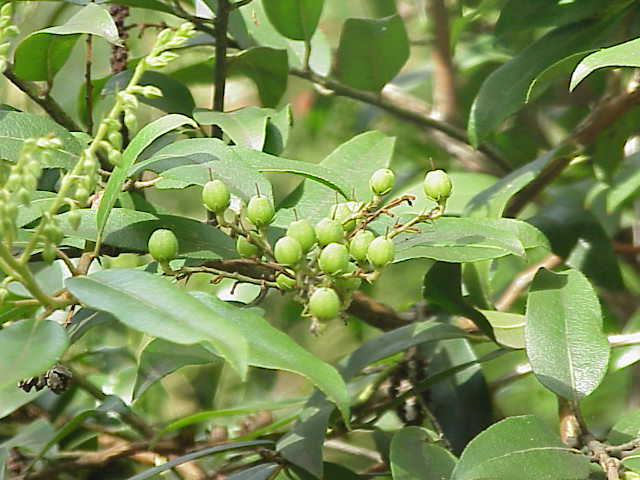
Owoce

Pieris kwiecisty (Pieris floribunda) – gatunek rośliny należący do rodziny wrzosowatych. Pochodzi z Ameryki Północnej (USA, stany: Georgia, Karolina Północna, Tennessee, Wirginia, Wirginia Zachodnia). Jest w wielu krajach, również w Polsce, uprawiany jako roślina ozdobna.

## Morfologia
PokrójZawsze zielony krzew o szerokokrzaczastym pokroju i luźnych gałęziach. Osiąga wysokość do 1 m.
LiściePojedyncze, podługowatolancetowate, błyszczące. Młode liście są intensywnie czerwone, potem stają się ciemnozielone.
KwiatyZebrane w podwójne wzniesione grona o długości do 12 cm. Kwiaty są białe, beczułkowate.
OwoceDrobne, brązowe torebki.
Gatunki podobnePieris japoński, który jest wyższy i ma zwisające kwiatostany. Jest w Polsce częściej uprawiany od pierisa kwiecistego.

## Biologia
Roślina wieloletnia, nanofanerofit. Kwitnie w kwietniu i maju. Cała roślina jest lekko trująca. Przy doustnym spożyciu powoduje wymioty, skurcze i duszność. Jest szczególnie niebezpieczna dla zwierząt, które zjadają ją nie rozpoznając jej trujących własności.

## Uprawa
- Wymagania. Gatunek cieniolubny, wręcz źle rosnący w pełnym słońcu, które może poparzyć jego liście. Najlepsze dla niego jest miejsce pod drzewami lub krzewami i osłonięte przed chłodnymi, zimowymi wiatrami. Wymaga gleby kwaśnej i próchnicznej. Nie jest w pełni mrozoodporny. Nie wymaga przycinania.
- Sposób uprawy. W pierwszym roku po posadzeniu należy go podlewać, a na zimę okryć chochołem ze słomy. Wokół sadzonki podłoże grubo ściółkuje się, co sprzyja utrzymywaniu wilgoci w glebie i chroni korzenie przed przemarzaniem. Gdy już dobrze się rozrośnie jest bardziej odporny na suszę i przemarzanie. Przed zimą obficie nawadnia się go, podlewa się także w okresie zimy gdy ziemia rozmarza.
- Rozmnażanie. Poprzez nasiona lub sadzonki otrzymywane z wierzchołkowych pędów.